# 土井利長
土井 利長（どい としなが）は、江戸時代前期の大名。下野足利藩主、三河西尾藩初代藩主。刈谷藩土井家初代。大老・土井利勝の三男。

## 生涯
正保元年（1644年）に父の遺領から1万石を分与された。ついで万治元年（1658年）に兄利隆から1万石を再分与された。同3年（1660年）、奏者番を務め、寛文3年（1663年）に三河西尾へ移封された。
天和元年（1681年）に隠居し、家督を養子の利意に譲った。元禄9年（1696年）、66歳で死去した。

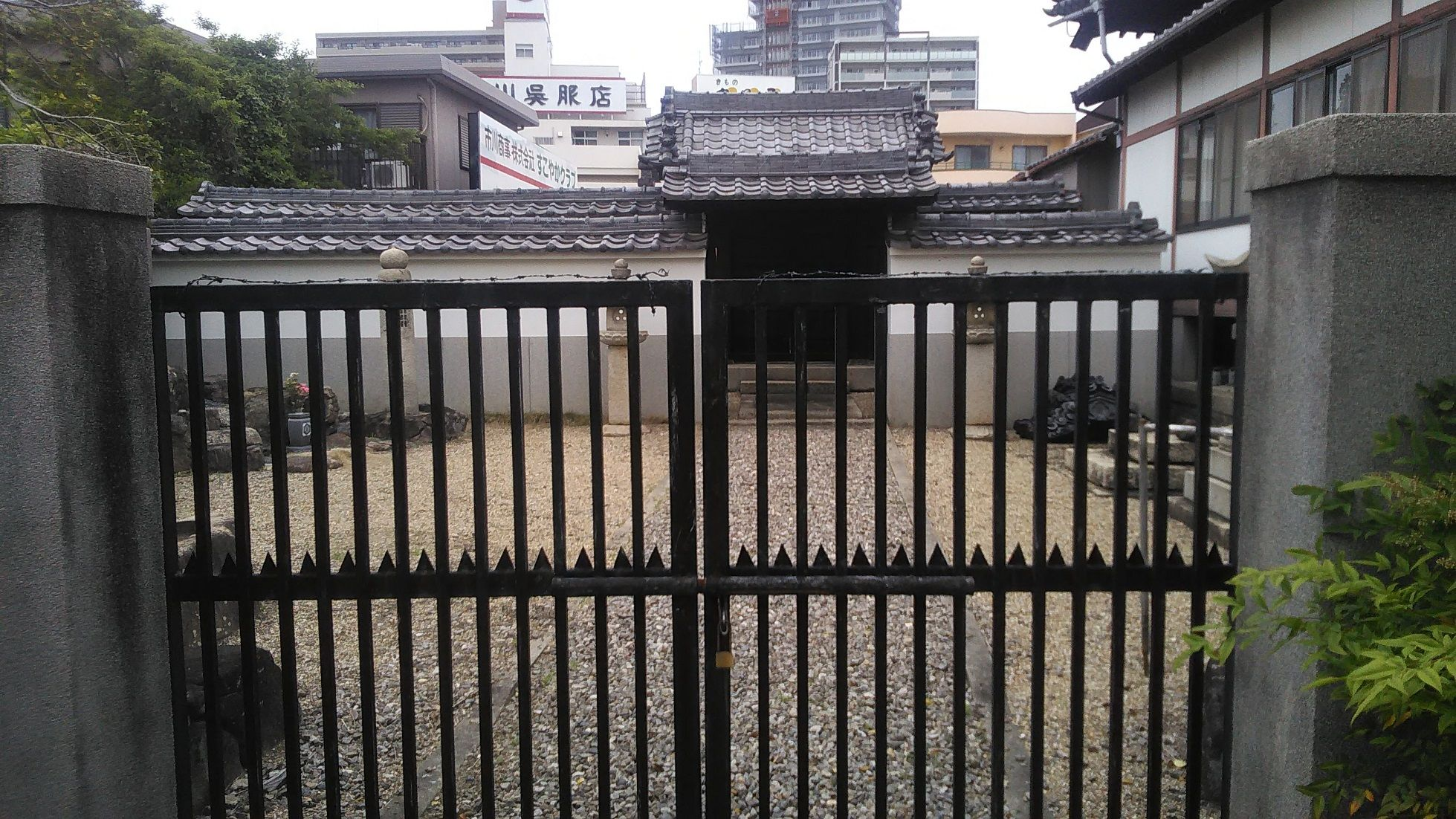
土井家廟所(刈谷市十念寺)

## 系譜
父母
- 土井利勝

正室
- 竹千代子 - 毛利秀元の娘

子女
- 利宇 - 斉藤利有正室
- 長

養子
- 土井利意 - 稲葉正則の七男